# 아나콘다 계획

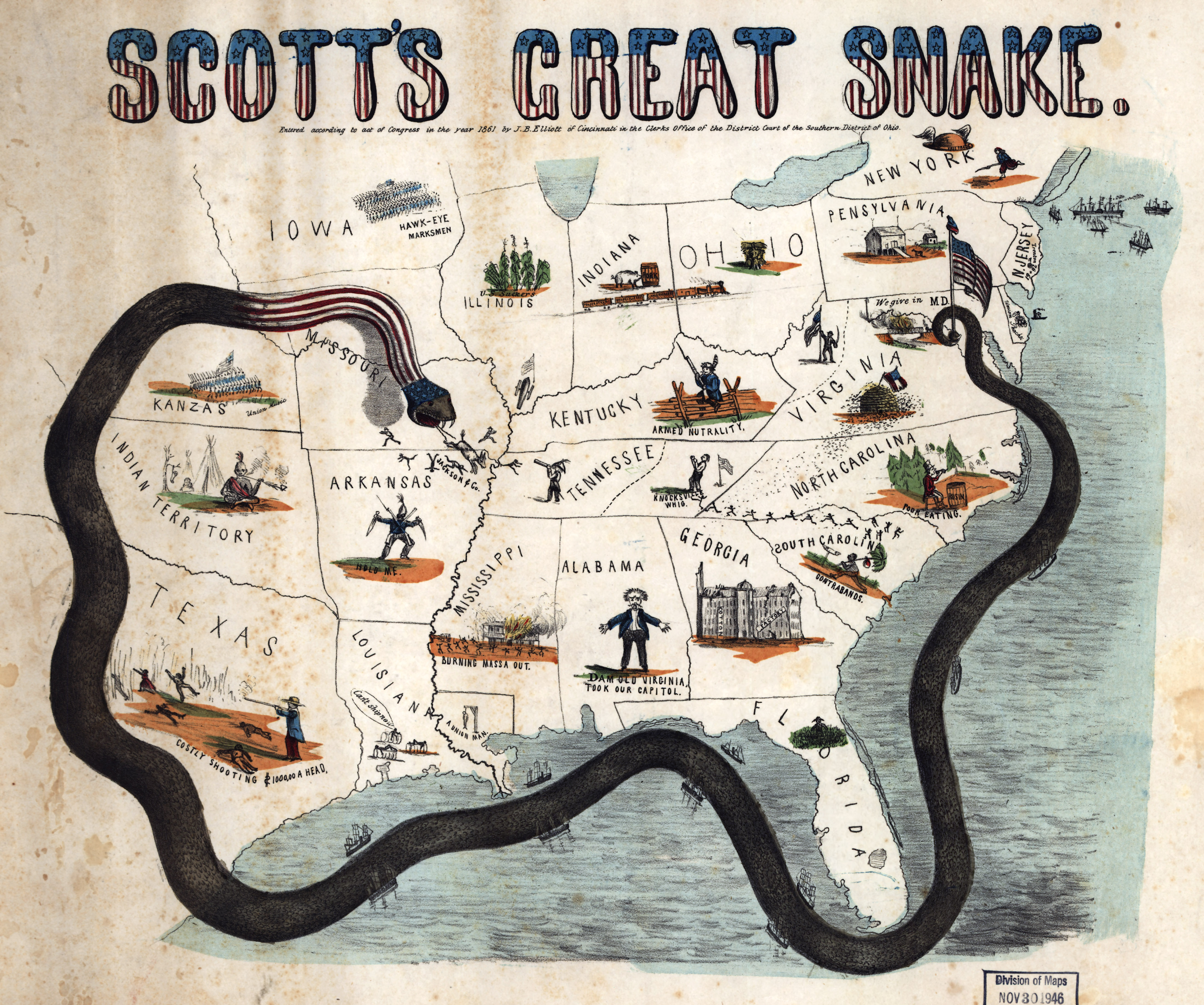

아나콘다 계획(Anaconda Plan)은 남북 전쟁 초기 북군이 남군을 말려죽이기 위해 입안했던 대전략이다. 당시 육군총사령관인 윈필드 스콧이 고안했다. 남부의 모든 연안을 봉쇄하고, 미시시피강까지 강상해군이 거슬러 올라가 남부를 동서 두 덩어리로 쪼개 버리는 작전이다. 봉쇄라는 것 자체가 수동적인 전략이기 때문에, 보다 공격적인 전략을 원한 일파에서 아나콘다가 먹이를 조여 죽이는 것 같다고 이런 별명을 붙였다.